# Jednotný informační systém práce a sociálních věcí
Tento článek popisuje rozsáhlý soubor aplikací nazývaný souhrnně Jednotný informační systém práce a sociálních věcí (JISPSV), které zajišťují funkce Ministerstva práce a sociálních věcí a Úřadu práce. Je v něm popsán účel, topologie a budování systému včetně sporů a podrobné historie.

## Informační systém
V roce 1993 dodala informační systém ministerstvu firma OKsystem. Firma pak dodaný systém rozvíjela a spravovala po dlouhých 18 let. Ppostupně vznikly systémy
- Portál MPSV – propojený se službou EURES
- OKdávky – výplata sociílních dávek (Informační systém na výplaty dávek měsíčně vyplácí cca 1,9 milionů dávek v objemu více než 6 miliard korun a pracuje s ním čtyři tisíce úředníků.[3])
- OKpráce – pracovní příležitosti
- OKnouze/OKslužby – systémy pomoci v hmotné nouzi a sociálních služeb
- OKmzdy – zpracování mzdové agendy
- Podání PVS – elektronické podání evidenčních listů
- OKbase – správa lidských zdrojů a
- OKsmart – integrace kryptografických čipových karet do MS Windows

Do konce roku 2011 výplata dávek vycházela z organizační struktury MPSV tvořené 77 úřady a 240 lokálními pracovišti. Každému lokálnímu pracovišti odpovídala jedna lokální databáze, přičemž jednotlivá lokální pracoviště byla propojena pomocí sítě WAN, data z lokálních databází byla sehrávána na nadřízená pracoviště (okres, následně kraj) a ukládána v datových centrech ve vlastnictví MPSV.
Od července 2011 MPSV postupně přešlo na centralizovaný provoz v privátním cloudu a s tím související změnu topologie sítě WAN. Součástí dodávky byly i nové aplikace
- Zaměstnanost,
- Veřejná služba,
- Zdravotně postižené osoby,
- Sociální služby,
- Hmotná nouze a
- elektronická spisová služba Athena. Ta k žádosti o výplatu dávky přiřadila spisovou značku, která je potřebná ke schválení žádosti a následné výplatě příslušné dávky.

Dávky pro státní sociální podporu měly být i nadále podporovány aplikacemi OKdávky a OKcentrum..
V roce 2012 došlo ke změně topologie i ICT řešení, což přineslo problémy uvedené dále. Dávky se navíc měly vyplácet prostřednictvím sKarty. Systém výplaty dávek zůstal funkční jen díky mimořádnému nasazení zaměstnanců Úřadu práce. Zatímco v roce 2011 pracovali přesčas 20 tisíc hodin, o rok později odpracovali 230 tisíc přesčasových hodin.
Po zákazu plnění nové smlouvy pokračuje od roku 2014 vyplácení sociálních dávek opět s firmou OKsystem.

## Kauza OKsystem
Firma OKsystem spravuje systémy MPSV od roku 1993. Administrace Informačního systému práce a sociálních věcí byla postupem času čím dál nákladnější.
V roce 2011 Ministerstvo práce a sociálních věcí pod vedením ministra Jaromíra Drábka začalo v šibeničním termínu několika měsíců nahrazovat některé aplikace od OKsystemu programy dodanými firmou Fujitsu, přičemž mezi subdodavateli figurovaly i firmy s vazbou přímo na ministra Drábka, jednu firmu vlastnil otec Kristýny Kočí. S nasazováním aplikací byly velké problémy, podle informatiků úřadů práce systém prakticky nefungoval. Ministr uvedl jako viníka OKsystem kvůli špatné migraci dat a označil jej za neseriózního dodavatele. OKsystem uvedl, že migrace, kterou původně MPSV ani nepožadovalo, proběhla v pořádku, a tvrzení ministra označil za pomluvu. Firma se tak dostala do sporu se svým klíčovým zákazníkem.
Celá kauza pokračovala i v roce 2012. OKsystem podal stížnost k antimonopolnímu úřadu, neboť celá zakázka byla přidělena bez výběrového řízení na základě rámcové smlouvy na nákup licencí firmy Microsoft podepsané ještě tehdejším ministrem vnitra Ivanem Langerem. 1. října byl zatčen Drábkův první náměstek Vladimír Šiška a ředitel odboru informatiky Milan Hojer za podezření na nabídnutí stomilionového úplatku v podobě přidělení zakázky společnosti OKsystem, a to za podmínky stažení žaloby. Krátce na to Drábek slíbil, že do konce října podá demisi, což se také stalo. 
Resort následně v letech 2015 a 2016 pod vedením ministryně Marksové-Tominové a tehdejšího náměstka za IT Roberta Baxy přistoupil k vypsání řady výběrových řízení na dodávku dílčích systémů, které měly fungující aplikace OKsystemu nahradit. Průběh jednotlivých výběrových řízení a projektů, v nichž MPSV pokračovalo i za vedení další ministryně Maláčové, provázely značné potíže.
V případě agendového systému pro podporou agendy zaměstnanosti IS ZAM šlo o několikanásobné navyšování nákladů oproti ceně, za kterou byl systém vysoutěžen, opakované prodlužování termínů, ve kterých měl být dodán a zprovozněn (prostřednictvím řady dodatků ke smlouvě), aby byl projekt nakonec ukončen ještě před dodáním systému. Ačkoliv původní nabídková cena za dodání systému a podporu jeho provozu a rozvoj po dobu dvou let činila 106,6 mil Kč, ani po vynaložení nákladů přesahujících 270 mil Kč nebyl systém dokončen. Jak ukázala nabídka původního dodavatele v následné soutěži na dokončení systému a jeho uvedení do provozu, celkové náklady by se v jeho podání vyšplhaly k 700 mil. Kč, tedy sedminásobku částky, za kterou se jej původně zavázal vytvořit, dodat a dva roky rozvíjet a poskytovat podporu jeho provozu.
Systém na podporu agendy nepojistných dávek IS DAV pak MPSV soutěžilo dvakrát. První smlouvu se společností OKsystem MPSV jednostranně vypovědělo, a nastartovalo tak soudní spor týkající se neoprávněnosti výpovědi (a neschopnosti MPSV poskytovat v projektu nezbytnou součinnost), druhou soutěž nedokázalo MPSV ani po několika letech dokončit, vybrat dodavatele a uzavřít s ním smlouvu. 
S následky neúspěšně vypisovaných IT zakázek z doby působení ministryň Marksové-Tominové a Maláčové se MPSV potýkalo ještě dlouho po jejich vypsání a měly dohru v řadě následných kauz.
Kontrolní zpráva NKÚ z roku 2018 po rozsáhlé prověrce konstatuje, že MPSV nehospodárně vynaložilo na jednotlivé dílčí projekty prostředky v řádu mnoha set milionů Kč, aniž by za ně obdrželo plnění přinášející jakoukoliv hodnotu. Upozorňuje na nehospodárné vynakládání prostředků na projekty, u kterých je opakovaně odsouván termín dokončení (a které nakonec dokončeny nebyly). V souvislosti s těmito zjištěními NKÚ podal dvě trestní oznámení.
V roce 2022 si MPSV pod vedením ministra Jurečky a náměstka pro IT Trpkoše nechalo zpracovat analýzu od společnosti Ernst & Young, na jejímž základě jedenáct let trvající anabázi sledující jako primární cíl náhradu aplikací OKsystemu jinými systémy s konečnou platností zastavilo.
V oblasti agendových a podpůrných informačních systémů MPSV nadále používá pro zajištění funkcionality JISPSV aplikace OKsystem. Soustředí se na digitální transformaci, optimalizaci procesů a fungování MPSV a Úřadu práce a zvyšování komfortu občanů zaváděním uživatelské samoobsluhy a klientské zóny dle principů osvědčených v oblastech jako bankovnictví, telco či utility.

## Kauza Fujitsu TS
Ministerstvo vnitra uzavřelo v roce 2008 s dodavatelem Microsoftu, firmou Fujitsu Technology Solutions, rámcovou smluvu k produktům Microsoft a k ní v červenci 2011 prováděcí smlouvu na služby ve prospěch MPSV. Subdodavateli Fujitsu byly firmy Vítkovice IT Solutions, Digi Trade, Skill a Techniserv. Subdodavatelé měli vyvinout na vlastní náklady nové systémy, přes něž by se pak dávky vyplácely.
Po trestním oznámení bylo zakázáno plnění dodatků k prováděcí smlouvě mezi Mininisterstva vnitra a Fujitsu TS ve prospěch MPSV.

## Historie
1993Společnost OKsystem zajišťuje služby pro MPSV, smlouva na systém pro agendu zaměstnanosti je bez řádného výběrového řízení.
2004, 2008smlouva s firmou OKsystem byla prodloužena opět bez výběrového řízení (formou jednacího řízení bez uvěřejnění)
4/2011sjednocení sedmasedmdesáti samostatných úřadů práce
7/2011Prováděcí smlouva č. 85/2011 s Fujitsu, kterou MPSV začalo nahrazovat některé aplikace od OKsystemu. Na základě této smlouvy a jejích osmi dodatků MPSV vyplatilo do konce roku 2012 za služby 825 milionů korun, tj. 45 mil. měsíčně.
1/2012ostrý provoz nového systému MPSV bez smluvně ošetřeného otestování. Původně měly stát licence 435 milionů korun, podepsáním osmi dodatků ke smlouvám se však cena postupně zvýšila až na 2 miliardy.
4/2012Nadační fond proti korupci podal návrh na zákaz plnění ze smlouvy mezi Fujitsu a ministerstvem vnitra. 1. náměstek MPSV na něj následně podal trestní oznámení pro pomluvu.
5/2012firmy OKsystem a Student Agency podaly stížnosti k antimonopolnímu úřadu (ÚOHS)
10/2012zatčen náměstek a ředitel odboru informatiky MPSV za podezření z nabídnutí stomilionového úplatku v podobě přidělení zakázky společnosti OKsystem, a to za podmínky stažení žaloby. Aféra stála křeslo i tehdejšího ministra Drábka
3/2013policie začala stíhat dalších deset lidí. KDU-ČSL podala trestní oznámení na neznámého pachatele.
5/2013MPSV vyhlásilo zakázku Komplexní řešení agendových informačních systémů pro zpracování nepojistných sociálních dávek a dávek z oblasti státní politiky zaměstnanosti. Předpokládaná hodnota 1,4 mld. Kč.
8/2013Antimonopolní úřad uložil ministerstvu vnitra pokutu 500 000 Kč za to, že veřejné zakázky obsažené v dodatcích 5 a 6 a Fujitsu nezadal některou z forem zadávacího řízení. Zároveň ministerstvům vnitra a práce uložil zákaz plnění obou dodatků k prováděcí smlouvě.
11/2013MPSV podalo k zakázce na provoz IT systémů s Fujitsu Technology Solutions z roku 2011 trestní oznámení. Možnou škodu vyčíslilo na 534 milionů.
1/2014Systém pro vyplácení sociálních dávek pokračuje podle smlouvy MPSV s firmou OKsystem uzavřenou na přelomu roku. Krajský soud v Brně zamítl odkladný účinek žaloby konkurenční Fujitsu Technology Solutions.
11/2016uzavřena smlouva mezi MPSV a společností OKsystem o vytvoření Jednotného informačního systému práce a sociálních věcí – „IS SOCIÁLNÍ DÁVKY“ a poskytování souvisejících služeb. Ministerstvo práce a sociálních věcí však tuto smlouvu rok poté zrušilo pro neuspokojivý stav příprav projektu.
12/2017Ministerstvo práce a sociálních věcí vypsalo veřejnou zakázku na Jednotný informační systém práce a sociálních věcí – IS SOCIÁLNÍ DÁVKY II. Předpokládaná hodnota je 270 mil. Kč bez DPH.
4/2018Pražský městský soud již potřetí uznal bývalého náměstka ministerstva práce Vladimíra Šišku vinným z vydírání firmy OKsystem a ze zneužití pravomoci.
10/2021Ministerstvo práce znovu oslovilo OKsystem bez soutěže přímo a uzavřelo s firmou smlouvu do června 2023 až za 755 mil. Kč bez DPH. Ministerstvo firmě za systémy od roku 1995 již zaplatilo podle smluv asi osm miliard korun.
3/2022Bývalý náměstek MPSV Jan Baláč byl uznán vinným z pletich při zadání veřejné zakázky a z přípravy ke zneužití pravomoci. Podle dohody o vině a trestu dostal podmínku a peněžitý trest.
10/2022MPSV s konečnou platností projekt náhrady fungujících OKaplikací jinými systémy zastavilo.